# Twisted Metal 2
Twisted Metal 2 (conhecido como Twisted Metal: World Tour na Europa e Twisted Metal EX no Japão) é o segundo jogo da série Twisted Metal. Foi lançado em 1996 para PlayStation e PC.